# Luca Kerber
Luca Kerber (Dillingen/Saar, 10 marzo 2002) è un calciatore tedesco, centrocampista dell'Heidenheim.

## Carriera
Kerber è cresciuto nel settore giovanile del Saarbrücken ed ha debuttato in prima squadra il 9 gennaio 2021 nell'incontro di 3. Liga perso 1-0 contro il Meppen. Divenuto in breve tempo titolare, ha segnato il suo primo gol il 1º ottobre seguente nel pareggio per 2-2 contro l'Eintracht Braunschweig.
Al termine della stagione 2023-2024 ha il club nerazzurro a parametro zero dopo 118 presenze e 12 reti nell'arco di quattro stagioni ed ha firmato un triennale con l'Heidenheim.

## Statistiche

### Presenze e reti nei club
Statistiche aggiornate al 19 ottobre 2024
| Stagione           | Squadra            | Campionato         | Campionato | Campionato | Coppe nazionali | Coppe nazionali | Coppe nazionali | Coppe continentali | Coppe continentali | Coppe continentali | Altre coppe | Altre coppe | Altre coppe | Totale | Totale | Totale |
| Stagione           | Squadra            | Comp               | Pres       | Reti       | Comp            | Pres            | Reti            | Comp               | Pres               | Reti               | Comp        | Pres        | Reti        | Pres   | Reti   |        |
| ------------------ | ------------------ | ------------------ | ---------- | ---------- | --------------- | --------------- | --------------- | ------------------ | ------------------ | ------------------ | ----------- | ----------- | ----------- | ------ | ------ | ------ |
| 2020-2021          | Saarbrücken        | 3L                 | 19         | 0          | CG              | 0               | 0               | -                  | -                  | -                  | -           | -           | -           | 19     | 0      |        |
| 2021-2022          | Saarbrücken        | 3L                 | 27         | 1          | CG              | 0               | 0               | -                  | -                  | -                  | -           | -           | -           | 27     | 1      |        |
| 2022-2023          | Saarbrücken        | 3L                 | 33         | 3          | CG              | 0               | 0               | -                  | -                  | -                  | -           | -           | -           | 33     | 3      |        |
| 2023-2024          | Saarbrücken        | 3L                 | 34         | 7          | CG              | 5               | 1               | -                  | -                  | -                  | -           | -           | -           | 39     | 8      |        |
| Totale Saarbrücken | Totale Saarbrücken | Totale Saarbrücken | 113        | 11         |                 | 5               | 1               |                    | -                  | -                  |             | -           | -           | 118    | 12     |        |
| 2024-2025          | Heidenheim         | BL                 | 4          | 0          | CG              | 1               | 0               | UCL                | 3                  | 0                  | -           | -           | -           | 8      | 0      |        |
| Totale carriera    | Totale carriera    | Totale carriera    | 117        | 11         |                 | 6               | 1               |                    | 3                  | 0                  |             | -           | -           | 126    | 12     |        |